# 高橋虎太郎 (ラグビー選手)
高橋 虎太郎（たかはし こたろう、2000年2月23日 - ）は、ジャパンラグビーリーグワン花園近鉄ライナーズに所属するラグビー選手。

## プロフィール
- 大阪府出身[1]。
- ポジションはプロップ(PR)。
- 身長 177 cm、体重 110 kg

## 略歴
2018年、報徳学園高校卒業後、天理大学に入る。
2022年、天理大学卒業後、近鉄ライナーズ(現・花園近鉄ライナーズ)に加入。同年4月1日に行われたJAPAN RUGBY LEAGUE ONE第9節日野レッドドルフィンズ戦にて途中出場で公式戦初出場を果たした。